# スティーヴ・スティーヴンス
スティーヴ・スティーヴンス（Steve Stevens、1959年5月5日 - ）は、アメリカ合衆国のロック・ギタリスト。ビリー・アイドルのサポート・ギタリストとして名を馳せた後、マイケル・ジャクソンやヴィンス・ニール、氷室京介等、様々なミュージシャンと共演。スタジオ・ミュージシャンとしても活動し、映画『トップガン』のサウンドトラックへの参加でも知られる。モデル/スタイリスト/ファッション・デザイナーのジョシー・スティーヴンスと2008年結婚。

## 来歴

### 1980年代まで
ブルックリン出身。7歳でギターを始め、その後プログレッシブ・ロックに傾倒していく。また、12歳の頃に出会ったルーマニア人のギター教師の影響で、フラメンコも聴くようになった。
ローカル・バンドでの活動を経て、1982年、元キッスのピーター・クリスと共演。同時期に元ジェネレーションXのイギリス人シンガー、ビリー・アイドルと出会い、ビリーのソロ・ワークを演奏・作曲の両面でサポート。ビリーのセカンド・アルバム『反逆のアイドル』（1983年）は全英36位・全米6位の成功を収め、ニュー・ウェイヴ的な音作りとハードロック的なギターの融合が話題となった。
ビリーとの活動と並行し、様々なアーティストと仕事を行う。1985年にはトンプソン・ツインズのアルバムに参加し、ライヴエイドではトンプソン・ツインズ、マドンナ、ナイル・ロジャースとの共演で「レボリューション」（ビートルズのカバー、当時トンプソン・ツインズが持ち歌としていた）を演奏。1986年の映画『トップガン』で使用された「Top Gun Anthem」は、スティーヴのギター・テクニックが存分に発揮されたインストゥルメンタルで、第29回グラミー賞では最優秀ポップ・インストゥルメンタル・パフォーマンス賞を受賞。また、マイケル・ジャクソンのヒット・シングル「ダーティー・ダイアナ」にも参加。
ビリーと袂を分かったスティーヴは、1989年、ウォリアーというヘヴィメタル・バンドのボーカリストだったペリー・マッカーティー等を従え、アトミック・プレイボーイズというソロ・プロジェクトを立ち上げるが、アルバム『アトミック・プレイボーイズ』（ジャケット・デザインはH・R・ギーガー）1枚を残して、このプロジェクトは解体。

### 1990年代
その後、マイケル・モンロー（元ハノイ・ロックス）と共にレコーディングを行う。しかし、アルバムの完成を見ないまま、スティーヴは当時モトリー・クルーを脱退していたヴィンス・ニールに引き抜かれた。この時の音源はエルサレム・スリム名義で1992年に発売されるが、既に同バンドは存在しなかった。なお、マイケル・モンローはこのプロジェクトに関して良い思い出はないようで、1992年の日本公演でも、スティーヴとレコーディングした曲は一切歌わなかった。
スティーヴは、ヴィンスのファースト・ソロ・アルバム『エクスポーズド』（1993年）と、同作に伴うツアー（日本公演も含む）に参加するが、その後ヴィンスのバンドを脱退し、一時的にビリー・アイドルと復縁して、1994年の映画『スピード』の主題歌「Speed」で共演。
1996年11月、「マグナ・カルタ・レコード」のオーナーのマイク・ヴァーニーが、テリー・ボジオにスティーヴを紹介。それが切っ掛けとなって、スティーヴとテリーとトニー・レヴィンによる新バンド、ボジオ・レヴィン・スティーヴンス結成。ファースト・アルバム『ブラック・ライト・シンドローム』（1997年）は、わずか9日で制作（うち5日はギター・パートのオーヴァー・ダビング）され、各メンバーの即興演奏を重視したプログレッシブ・ロック・アルバムとなった。
1997年、氷室京介のアルバム『I・DÉ・A』に参加。翌年には氷室のツアーに帯同した他、スティーヴ・ヴァイがプロデュースを担当したロック・ギタリストによるクリスマス・アルバム『メリー・アックスマス 2』に参加し、クリスマスソングの定番曲「Do You Hear What I Hear?」を演奏。
1999年にはソロ・アルバム『フラメンコ・ア・ゴー・ゴー』発表。スティーヴはかねてからフラメンコからの影響をギター・プレイに反映させており、ヴィンス・ニールの楽曲「Edge」のイントロでもフラメンコ的なフレーズを弾いていたが、同作では殆どの曲でガット・ギターを使用し、本格的なフラメンコ・アルバムとなった。なお、同作収録曲「Dementia」は、氷室京介の横浜スタジアム公演で、スティーヴを含めた氷室のバック・バンドにより演奏されたライブ音源。同作にはその他、屋敷豪太やヴィニー・カリウタ等が参加。

### 21世紀
2001年、ビリー・アイドルが音楽活動を再開すると、スティーヴも合流。ビリーの2005年のアルバム『デヴィルズ・プレイグラウンド』にも全面参加した。また、ビリー・アイドル・バンドのサポート・キーボーディスト、デレク・シェリニアン（元ドリーム・シアター）のソロ・アルバムにも参加。
2008年、「マグナ・カルタ・レコード」から、9年ぶりのソロ・アルバム『メモリー・クラッシュ』発表。

## ディスコグラフィ

### ソロ・アルバム
- 『アトミック・プレイボーイズ』 - Atomic Playboys (1989年)
- 『フラメンコ・ア・ゴー・ゴー』 - Flamenco.a.Go.Go (1999年)
- 『メモリー・クラッシュ』 - Memory Crash (2008年)

### ビリー・アイドル
- 『ビリー・アイドル』 - Billy Idol (1982年)
- 『反逆のアイドル』 - Rebel Yell (1983年)
- 『バイタル・アイドル』 - Vital Idol (1985年)
- 『ウィップラッシュ・スマイル』 - Whiplash Smile (1986年)
- VH1 Storytellers (2002年)
- 『デヴィルズ・プレイグラウンド』 - Devil's Playground (2005年)
- 『逆襲のアイドル』 - Kings & Queens of the Underground (2014年)

### エルサレム・スリム
- 『マイケル・モンロー・アンド・エルサレム・スリム』 - Jerusalem Slim (1992年)

### ヴィンス・ニール
- 『エクスポーズド』 - Exposed (1993年)

### ボジオ・レヴィン・スティーヴンス
- 『ブラック・ライト・シンドローム』 - Black Light Syndrome (1997年)
- 『シチュエーション・デンジャラス』 - Situation Dangerous (2000年)

### 氷室京介
- 『I・DÉ・A』 (1997年)
- 『Collective SOULS 〜THE BEST OF BEST〜』 (1998年) ※新曲および新録曲に参加
- 『The One Night Stands 〜TOUR "COLLECTIVE SOULS" 1998〜』 (1998年) ※ライブ・アルバム
- 『MELLOW』 (2000年)
- 『beat haze odyssey』 (2000年)
- 『Follow the wind』 (2003年)

### その他の参加作品
- ピーター・クリス: 『レット・ミー・ロック・ユー』 - Let Me Rock You (1982年)
- トンプソン・ツインズ: 『フューチュアー・デイズ 』 - Here's to Future Days (1985年)
- リック・オケイセック: This Side of Paradise (1986年)
- トップガン オリジナル・サウンドトラック (1986年)
- マイケル・ジャクソン: 『バッド』 - Bad (1987年)
- ジョニ・ミッチェル: Chalk Mark in a Rainstorm (1988年)
- スティーヴ・ルカサー: 『LUKATHER』 - Lukather (1989年)
- ロバート・パーマー: 『ドント・イクスプレイン』 - Don't Explain (1990年)
- Various Artists: 『メリー・アックスマス 2』 - Merry Axemas, Vol.2: More Guitars for Christmas (1998年)
- ジュノ・リアクター: 『シャンゴ』 - Shango (2000年)
- デレク・シェリニアン: 『ミソロジー』 - Mythology (2004年)
- ジュノ・リアクター: Gods & Monsters (2008年)
- デレク・シェリニアン: 『オセアナ』 - Oceana (2011年)